# دیوار سنگی اوشعبانی
دیوار سنگی اوشعبانی مربوط به دوره ساسانیان است و در شهرستان مرودشت، بخش مرکزی، دهستان رودبال، روستای اوشعبانی واقع شده و این اثر در تاریخ ۳۰ بهمن ۱۳۸۶ با شمارهٔ ثبت ۲۰۸۱۸ به‌عنوان یکی از آثار ملی ایران به ثبت رسیده است.